# Bermuda International
Die Bermuda International sind im Badminton die offenen internationalen Meisterschaften der Bermudas. Sie werden seit 1964 ausgetragen, fanden vorerst jedoch letztmals im Jahr 1995 statt.

## Turniergewinner
| Saison    | Herreneinzel      | Dameneinzel       | Herrendoppel                   | Damendoppel                           | Mixed                            |
| --------- | ----------------- | ----------------- | ------------------------------ | ------------------------------------- | -------------------------------- |
| 1964      | Barry Richardson  | Barbara Smith     | Peter Scott Eric Allwood       | Annie Longard Gladys Longard          | Barry Richardson Moira MacDonald |
| 1965      | Pierce Roberts    | Elizabeth Crayton | Pierce Roberts Charles Leather | Elizabeth Crayton Caroline Richardson | Pierce Roberts Moira MacDonald   |
| 1966      | Barry Richardson  | Lilian Moran      | Bill Breeze Barry Richardson   | Lilian Moran Maureen Birse            | Barry Richardson Jean Manton     |
| 1967      | Dick Ball         | Louise Leslie     | Dick Ball Sandy Cushman        | Lilian Moran Elizabeth Crayton        | Dick Ball Sue Ball               |
| 1968      | A. Woodward       | Louise Leslie     | Jack Flynn B. Howes            | Lilian Moran Louise Leslie            | Derek Singleton Louise Leslie    |
| 1969      | Eddie Kyme        | Janet Lumley      | Jack Flynn Sam Smyth           | Janet Lumley Elizabeth Crayton        | Eddie Kyme Edna Allen            |
| 1970      | Ed Yablonski      | Louise Leslie     | Jack Wallis Ed Yablonski       | Louise Leslie Lillian Clegg           | Colin Ayling Louise Leslie       |
| 1971      | Tom Heden         |                   |                                |                                       |                                  |
| 1972      | Hans Sandager     | Barbara Orton     | Hans Sandager Colin Orton      | Barbara Orton Penny Webb              | Colin Orton Barbara Orton        |
| 1973      | John Holehouse    | Mireille Caza     | Serge Jolicoeur Alan Stefanik  | Pat Collins Penny Webb                | Serge Jolicoeur Mireille Caza    |
| 1974      | Hans Sandager     | Lori Gerzine      | Colin Ayling Len Daniel        | Lori Gerzine Gay Gerzine              | John Holehouse Louise Leslie     |
| 1975 1982 | keine Daten       | keine Daten       | keine Daten                    | keine Daten                           | keine Daten                      |
| 1983      | Harold Minors     | Pat McCarrick     | Harold Minors Ian Cummings     | J. Bussell Pat McCarrick              | Ian Cummings Wendy Chadwick      |
| 1984      | Gary Scott        | Diane Addison     | Ian Cummings Gary Scott        | Diane Addison Lillian Cozzarini       | Gary Scott Helen Roper           |
| 1985      | Harold Minors     | Helen Roper       | Randy Brangman Harold Minors   | Julie Durrant Helen Roper             | Junior Durrant Helen Roper       |
| 1986      | H. Dyos           | Liz Wilson        | H. Dyos Leszek Korcala         | Liz Wilson Rosemary McGuire           | H. Dyos Liz Wilson               |
| 1987      | keine Daten       | keine Daten       | keine Daten                    | keine Daten                           | keine Daten                      |
| 1988      | Harold Minors     | Wendy Cummings    | Dave Wellman D. Witchell       | P. Crease Wendy Cummings              | Harold Minors Clare Allsebrook   |
| 1989      | Michael Brown     | Tami Parks        | Michael Brown Michael Adams    | Gloria Chung Lenora Headley           | Michael Brown Lenora Headley     |
| 1990      | Darrin Cowell     | Wendy Cummings    | Randy Brangman Harold Minors   | Wendy Cummings Sally Kisby            | Junior Durrant Wendy Cummings    |
| 1993      | Kenneth Erichsen  | Julie Durrant     | Kenneth Erichsen Alex Altalef  | Angela Zammit ?                       | nicht ausgetragen                |
| 1994      | Steve Isaac       | Ailsa Campbell    | Steve Isaac Manfred Tripp      | Claire Norbury Shonette Wilson        | Steve Isaac Shonette Wilson      |
| 1995      | Steve Isaac       | Sarah Hardaker    | Mario Carulla Robert Richards  | Yvonne Fox Sarah Hardaker             | Steve Isaac Sarah Hardaker       |
| 1996 2024 | nicht ausgetragen | nicht ausgetragen | nicht ausgetragen              | nicht ausgetragen                     | nicht ausgetragen                |